# Standardul de terminologie anatomică

Standardul de terminologie anatomică (STA) sau Terminología Anatomica reprezintă standardul internațional a termenilor latini folosiți în anatomia umană. Terminologia Anatomică a fost publicată în 1998 de către Comitetul Federativ de Terminologie Anatomică (FCAT -  Federative Committee on Anatomical Terminology) și Federația Internațională a Asociațiilor Anatomiștilor (IFAA - International Federation of Associations of Anatomists). În 2011, Terminologia Anatomică a fost publicată on-line de către Programul Internațional Federativ pentru Terminologia Anatomică (FIPAT - Federative International Programme on Anatomical Terminologies), succesorul lui FCAT. Terminologia Anatomică a înlocuit standardul internațional anterior, Nomina anatomica - NA (numită și Parisiensia Nomina Anatomica - PNA). Nomina anatomica (PNA) a fost adoptată în 1955, la al V-lea Congres Internațional al Anatomiștilor din Paris.

## Categorii de structuri anatomice
TA împarte structurile anatomice în următoarele grupe principale (denumirea standard în latină în paranteză) :

### A01: Anatomie generală  (Anatomia generalis)
- A01 Anatomia generală (Anatomia generalis)[6]

- A01.0 Termeni generali (Nomina generalia)
- A01.1 Părțile corpului uman (Partes corporis humani)
- A01.2 Planuri, linii, regiuni

### A02: Oase, Scheletul (Ossa; Systema skeletale)
- A02 Oasele; Scheletul (Ossa; Systema skeletale)[7]

- A02.0 Termeni generali (Nomina generalia)
- A02.1 Craniul (Cranium)
- A02.2 Coloana vertebrală (Columna vertebralis)
- A02.3 Scheletul toracelui, Oasele toracelui (Skeleton thoracis)
- A02.4 Oasele membrului superior (Ossa membri superioris)
- A02.5 Oasele membrului inferior (Ossa membri inferioris)

### A03: Articulații; Sistemul articular (Juncturae; Systema articulare)
- A03 Articulații; Sistemul articular (Juncturae; Systema articulare)[8]

- A03.0 Termeni generali (Nomina generalia)
- A03.1 Joncțiunile capului, Articulațiile capului (Juncturae cranii)
- A03.2 Joncțiunile coloanei vertebrale, Articulațiile coloanei vertebrale (Juncturae columnae vertebralis)
- A03.3 Joncțiunile toracelui, Articulațiile toracelui (Juncturae thoracis)
- A03.5 Joncțiunile membrului superior, Articulațiile membrului superior (Juncturae membri superioris)
- A03.6 Joncțiunile membrului inferior, Articulațiile membrului inferior (Juncturae membri inferioris)

### A04: Mușchii; Sistemul muscular (Musculi; Systema musculare)
- A04 Mușchii; Sistemul muscular (Musculi; Systema musculare)[9]

- A04.0 Termeni generali (Nomina generalia)
- A04.1 Mușchii capului  (Musculi capitis)
- A04.2 Mușchii gâtului; Mușchii  cervicali (Musculi colli; Musculi cervicis)
- A04.3 Mușchii spatelui; Mușchii regiunii posterioare a trunchiului (Musculi dorsi)
- A04.4 Mușchii toracelui (Musculi thoracis)
- A04.5 Mușchii abdomenului (Musculi abdominis)
- A04.6 Mușchii membrului superior  (Musculi membri superioris)
- A04.7 Mușchii membrului inferior (Musculi membri inferioris)
- A04.8 Tecile tendoanelor și bursele (Vaginae tendinum et bursae)

### A05: Aparatul digestiv (Systema digestorium)
- A05 Aparatul digestiv; Sistemul digestiv (Systema digestorium)[10]

- A05.1 Cavitatea bucală; Gura (Os)
- A05.2 Vestibulul faringian; Gâtlejul (Fauces)
- A05.3 Faringele (Pharynx)
- A05.4 Esofagul (Oesophagus)
- A05.5 Stomacul (Gaster)
- A05.6 Intestinul subțire (Intestinum tenue)
- A05.7 Intestinul gros (Intestinum crassum)
- A05.8 Ficatul (Hepar)

- A05.8.02 Vezica biliară (Vesica biliaris; Vesica fellea)

- A05.9 Pancreasul (Pancreas)

### A06: Aparatul respirator (Systema respiratorium)
- A06 Aparatul respirator; Sistemul respirator (Systema respiratorium)[11]

- A06.1 Nasul (Nasus)
- A06.2 Laringele (Larynx)
- A06.3 Traheea (Trachea)
- A06.4 Bronhiile (Bronchi)
- A06.5 Plămânii (Pulmones)

### A07: Cavitatea toracică  (Cavitas thoracis; Cavitas thoracica)
- A07 Cavitatea toracică (Cavitas thoracis; Cavitas thoracica)[12]

- A07.1.01 Cavitatea pleurală (Cavitas pleuralis)
- A07.1.02 Pleura (Pleura)
- A07.1.02.10 Mediastinul (Mediastinum)

### A08: Aparatul urinar (Systema urinarium)
- A08 Aparatul urinar; Sistemul urinar (Systema urinarium)[13]

- A08.1 Rinichiul (Ren; Nephros)
- A08.2 Ureterul (Ureter)
- A08.3 Vezica urinară (Vesica urinaria)

### A09: Organele genitale (Systemata genitalia)
- A09 Organele genitale, Sistemele genitale (Systemata genitalia)[14]

- Organele genitale feminine, Sistemul genital feminin (Systema genitale femininum)

- A09.1 Organele genitale feminine interne (Organa genitalia feminina interna)
- A09.2 Organele genitale feminine externe, Vulva (Pudendum femininum; Vulva)
- Uretra feminină ♀ (Urethra feminina ♀)

- Organele genitale masculine, Sistemul genital masculin (Systema genitale masculinum)

- A09.3 Organele genitale masculine interne (Organa genitalia masculina interna)
- A09.4 Organele genitale masculine externe (Organa genitalia masculina externa)
- Uretra masculină ♂ (Urethra Masculina ♂)

- A09.5 Perineul (Perineum)

### A10: Cavitatea abdominopelviană (Cavitas abdominopelvica)
- A10 Cavitatea abdominopelviană (Cavitas abdominopelvica)[15]

- A10.1.00 Cavitatea abdominală (Cavitas abdominis; Cavitas abdominalis)
- A10.1.01 Spațiul extraperitoneal (Spatium extraperitoneale)
- A10.1.02 Cavitatea peritoneală (Cavitas peritonealis)

### A11: Glandele endocrine (Glandulae endocrinae)
- A11 Glandele endocrine (Glandulae endocrinae)[16]

- A11.1 Hipofiza, Glanda pituitară (Hypophysis; Glandula pituitaria)
- A11.2 Epifiza, Glanda pineală, Corpul pineal (Glandula pinealis; Corpus pineale)
- A11.3 Glanda tiroidă (Glandula thyroidea)
- A11.4 Glanda paratiroidă (Glandula parathyroidea)
- A11.5 Glanda suprarenală (Glandula suprarenalis)
- A05.9 Insulele pancreatice (Insulae pancreaticae)

### A12: Sistemul cardiovascular (Systema cardiovasculare)
- A12 Sistemul cardiovascular, Aparatul cardiovascular (Systema cardiovasculare)[17]

- A12.0 Termeni generali (Nomina generalia)
- A12.1 Inima (Cor)
- A12.2 Arterele (Arteriae)
- A12.3 Venele (Venae)
- A12.4 Trunchiuri limfatice și ducte (vene) limfatice (Trunci et ductus lymphatici)

### A13: Sistemul limfatic (Systema lymphoideum)
- A13 Sistemul limfatic (Systema lymphoideum)[18]

- A13.1 Organele limfoide primare (Organa lymphoidea primaria)

- A13.1.01 Măduva osoasă (Medulla ossium)
- A13.1.02 Timusul (Thymus)

- A13.2. Organele limfoide secundare (Organa lymphoidea secundaria)

- A13.2.01 Splina (Splen; Lien)
- A13.2.02 Inelul limfatic faringian (Anulus lymphoideus pharyngis)
- A13.2.03 Nodul limfatic, Ganglion limfatic (Nodus lymphoideus; Nodus lymphaticus; Lymphonodus)

- A12.4 Noduli limfatici regionali, Ganglionii limfatici regionali (Nodi lymphoidei regionales)

### A14: Sistemul nervos (Systema nervosum)
A14 Sistemul nervos (Systema nervosum)
- A14.0 Termeni generali (Nomina generalia)
- A14.1 Sistemul nervos central (Pars centralis; Systema nervosum centrale)

- A14.1.00 Termeni generali (Nomina generalia)
- A14.1.01 Meningele (Meninges)
- A14.1.02 Măduva spinării (Medulla spinalis)
- A14.1.03 Encefalul (Encephalon)

- Mielencefalul, Bulbul rahidian (Myelencephalon; Medulla Oblongata; Bulbus)
- Puntea (Pons)
- Mezencefalul (Mesencephalon)
- Cerebelul (Cerebellum)
- Diencefalul (Diencephalon)
- Telencefalul, Creierul anterior, Creierul (Telencephalon; Cerebrum)

- A14.2 Sistemul nervos periferic (Pars peripherica; Systema nervosum periphericum)

- A14.2.00 Termeni generali (Nomina generalia)
- A14.2.01 Nervii cranieni (Nervi craniales)
- A14.2.02 Nervii spinali (Nervi spinales)

- A14.3 Sistemul nervos autonom (Divisio autonomica; Pars autonomica systematis nervosi peripherici)

- A14.3.01 Sistemul nervos simpatic (Pars sympathica)
- A14.3.02 Sistemul nervos parasimpatic (Pars parasympathica)
- A14.3.03 Plexuri viscerale (Plexus viscerales)

### A15: Organele de simț (Organa sensuum)
- A15 Organele de simț (Organa sensuum)[20]

- A15.1 Organul mirosului, Organul olfactiv (Organum olfactorium; Organum olfactus)
- A15.2 Ochiul, Organul vederii, Organul văzului (Oculus)
- A15.3 Urechea, Organul auzului și al echilibrului,  Organul stato-acustic (Auris)
- A15.4 Organul gustului, Organul gustativ (Organum gustatorium; Organum gustus)

### A16: Tegumentul  (Integumentum commune)
- A16.0.00.001 Tegumentul (Integumentum commune)[21]

- A16.0.00.002 Pielea (Cutis)
- A16.0.00.009 Epidermul (Epidermis)
- A16.0.00.010 Dermul (Dermis; Corium)
- A16.0.01.001 Unghia (Unguis)
- A16.0.02.001 Mamelă, Glandă mamară (Mamma)
- A16.0.03.001 Hipodermul (Tela subcutanea; Hypodermis)